# DEmo
dEmo es el nombre artístico de Eladio de Mora (Mora, 1960), artista urbano, pintor y escultor español, encuadrado dentro del movimiento pop art, el arte abstracto o expresionismo.

## Biografía

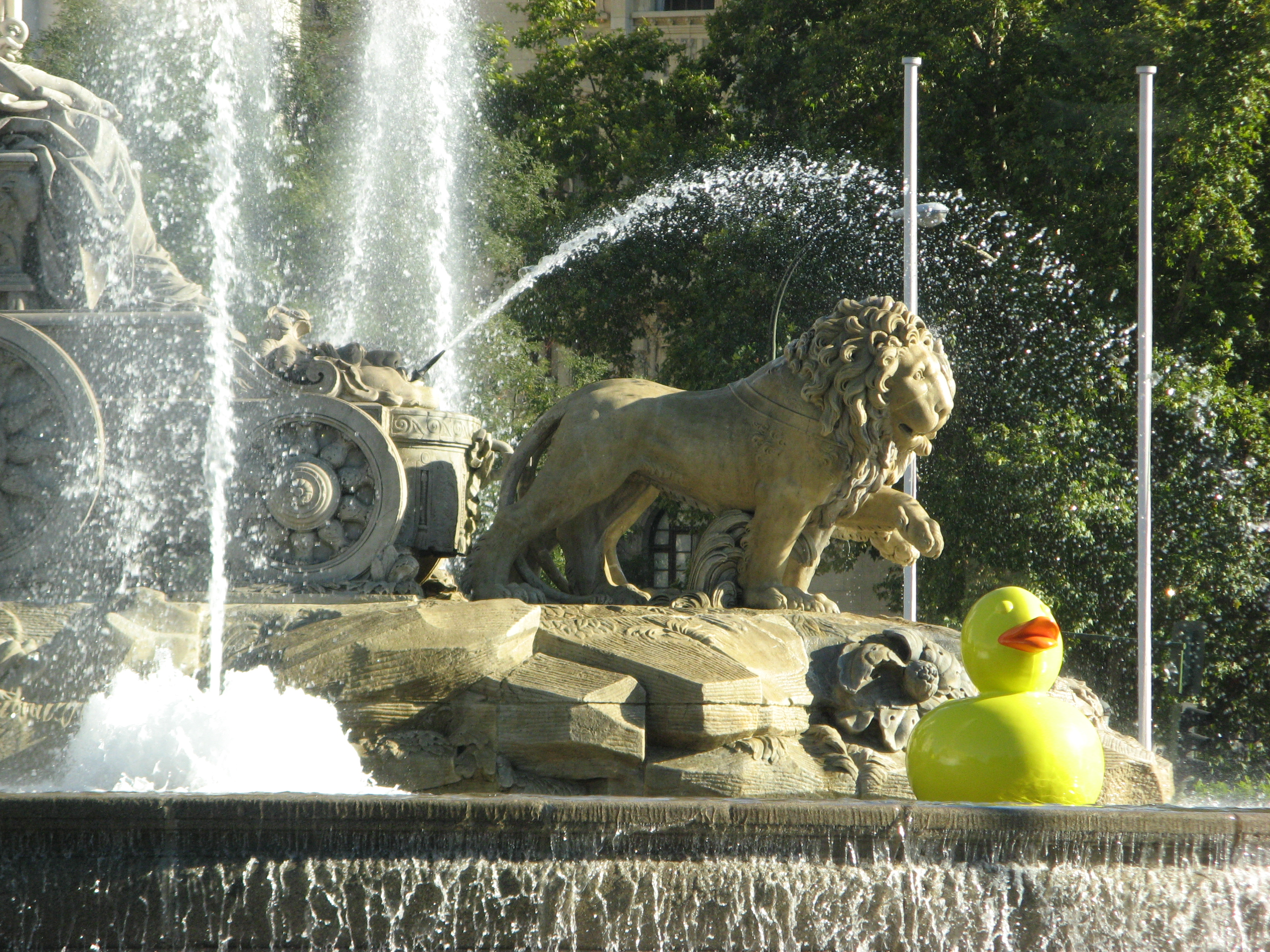
«Patos a las fuentes». Noche en Blanco, 2008. Madrid.

Eladio de Mora-Granados, dEmo, nace en Mora (Toledo), en 1960. Las inquietudes de dEmo empezaron desde que concibió un muñeco con muelles, tuercas y pinzas. Su familia poseía una tienda de zapatos, un bar y una inmobiliaria. Conocido por su faceta como coleccionista de arte, pasión que cultiva desde 1995, posee más de 2000 obras. La pieza más cara que ha comprado, una escultura de Botero en la galería Marlborough, le costó 36 millones de las antiguas pesetas (216 000 euros).
Sus esculturas suelen ir situados a las puertas y en el exterior de museos tanto en España como internacionalmente. Sus obras se caracterizan por el color y la repetición, ya que suele realizar varias copias en distintos colores de la misma pieza. Quizás su obra más conocida sean sus osos de gominola, pero también ha realizado toros, osos, gatos, vacas y cerdos. Su objetivo es lograr una mayor concienciación ecológica. Ha realizado exposiciones en el IVAM (Valencia), el Museo Baroja (Gijón), el Museo de Arte Contemporáneo de Santo Domingo Cifuentes (Guadalajara), el Museum Arterra Contemporary de Viena (Austria), el Museo de Bellas artes de La Habana (Cuba), el Museo MACAY de arte contemporáneo de Yucatán (México), entre otros. Sus obras están realizadas en fibra de vidrio, resina o poliéster que, tras tratamientos especiales a base de pintura de carrocería y barnices anti-UVA resisten a la intemperie.

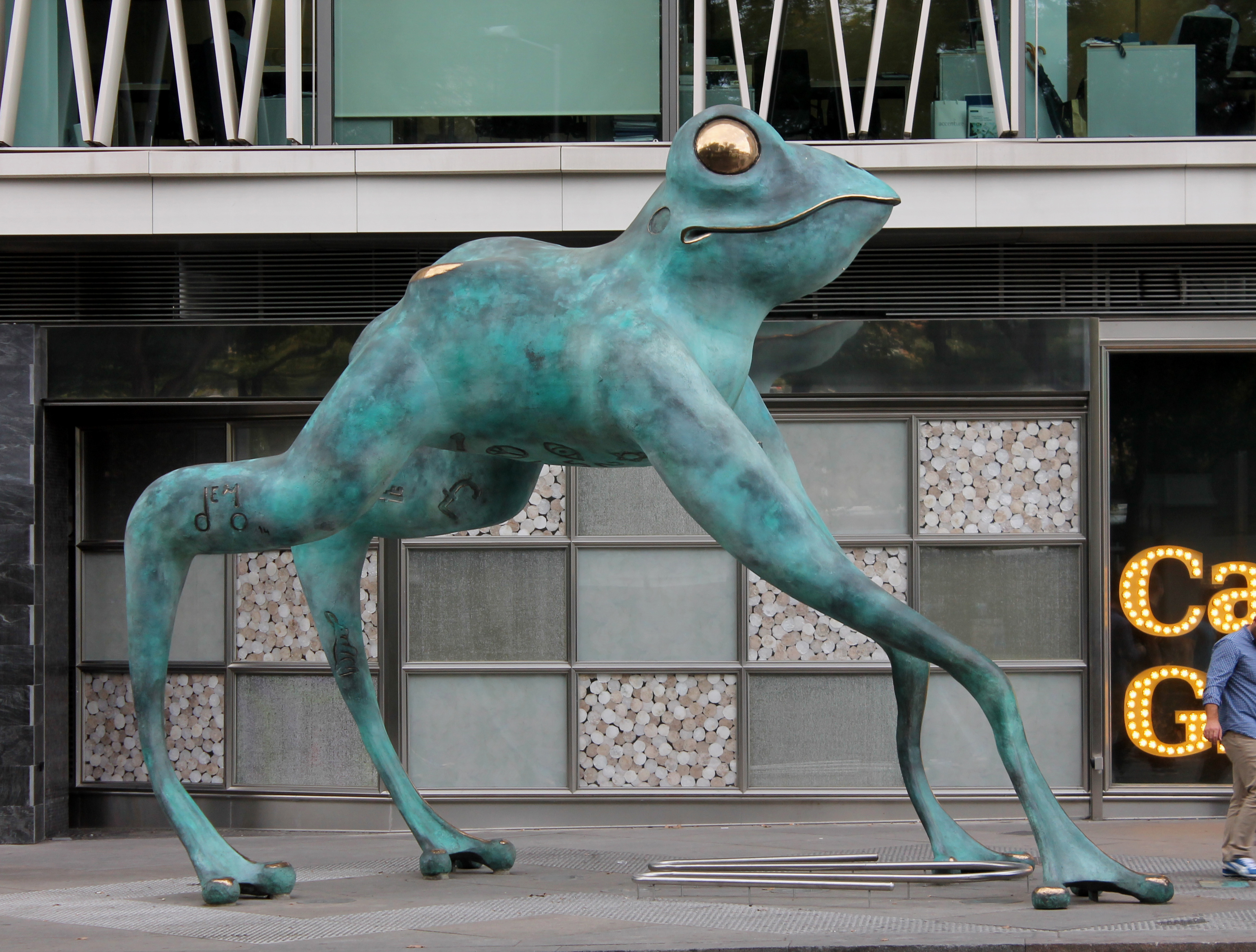
Escultura de gran tamaño, titulada Rana de la fortuna

En 2016 fue elegido para realizar los trofeos ‘Tegesta’ del certamen cinematográfico de la Miami Fashion Week que serán entregados por primera vez en 2017. Ha realizado también los premios del Fuenso Shoe Desgn Awards, Festival Internacional de Videoarte de Gijón, Motor y Aula del periódico El Mundo, Women Together de Nueva York, entre otros muchos. Ha colaborado para firmas como Franck Müller, Omega, Swatch, Rolls Royce o Scalpers.
Reside en Getafe.

## Obra

### Esculturas

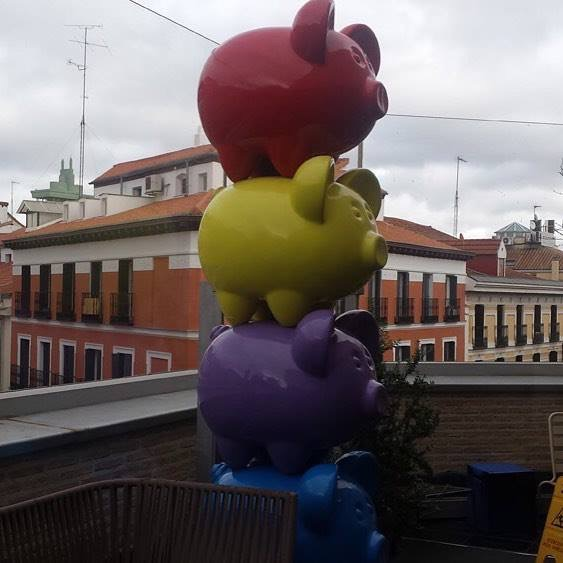
Cerditos en el Mercado de San Antón, Chueca, Madrid.

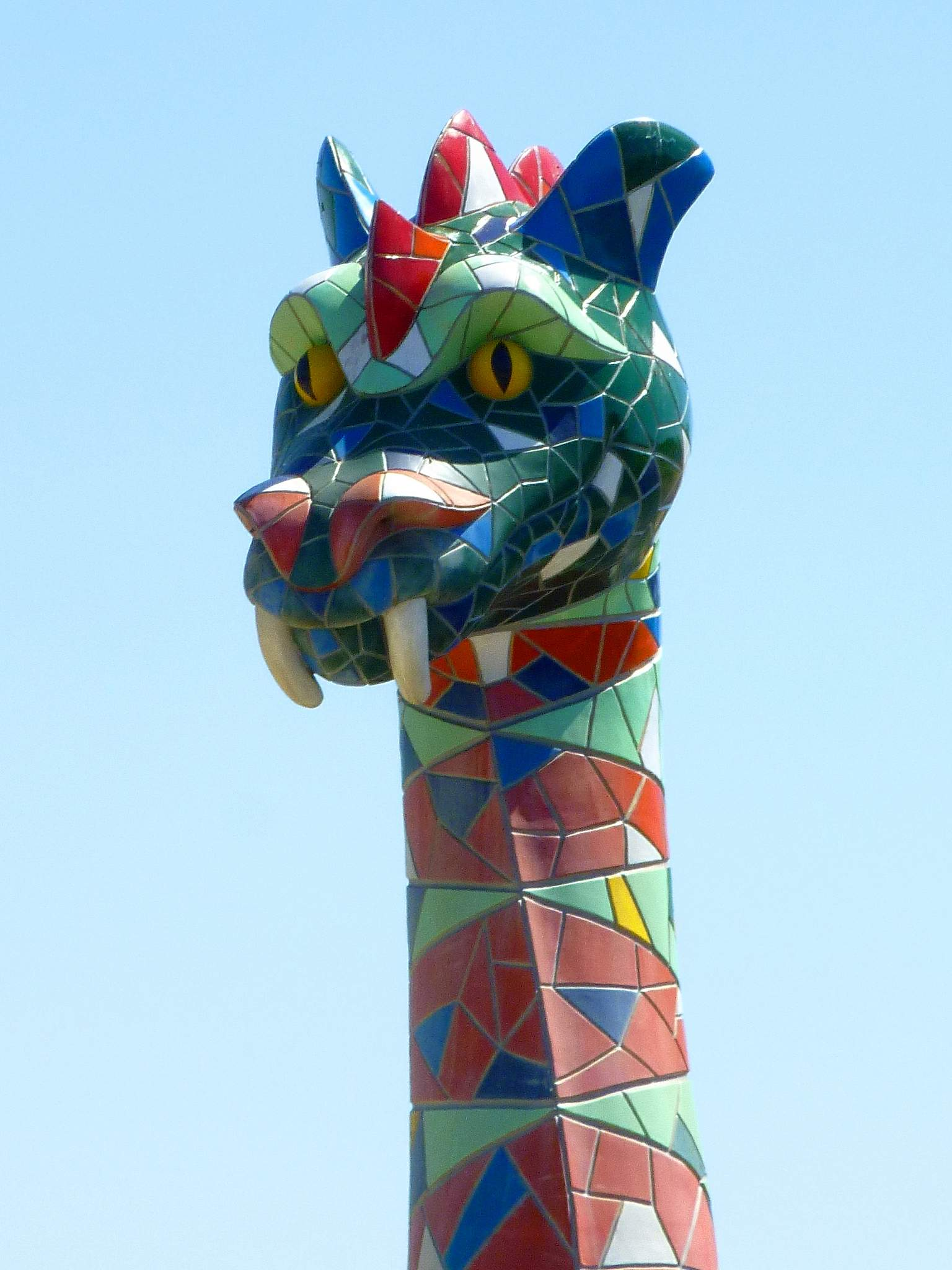
«Nensi», el monstruo de Leganés.

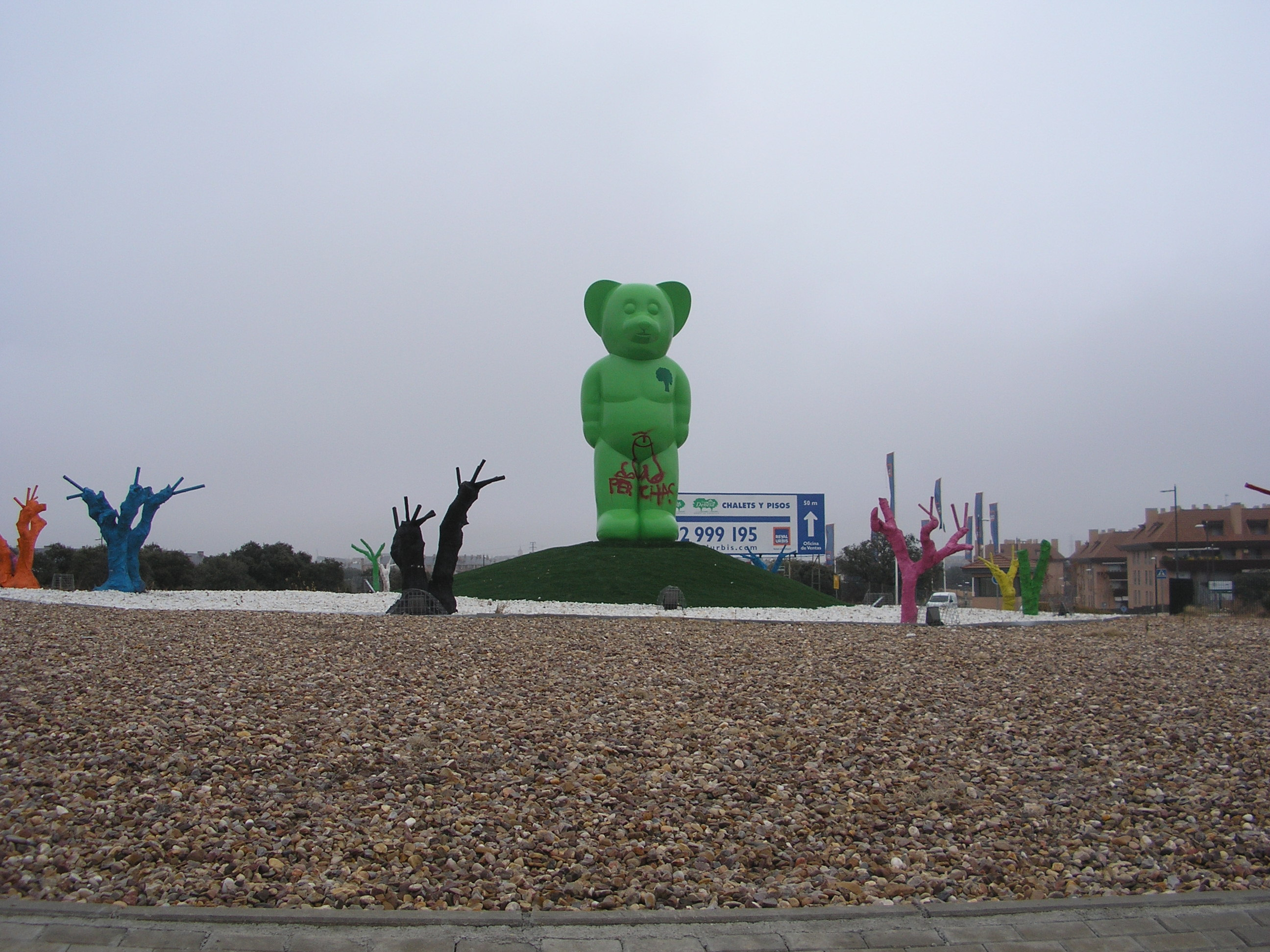
Oso gigante de gominola, Boadilla, Madrid. Se aprecian signos de vandalismo.

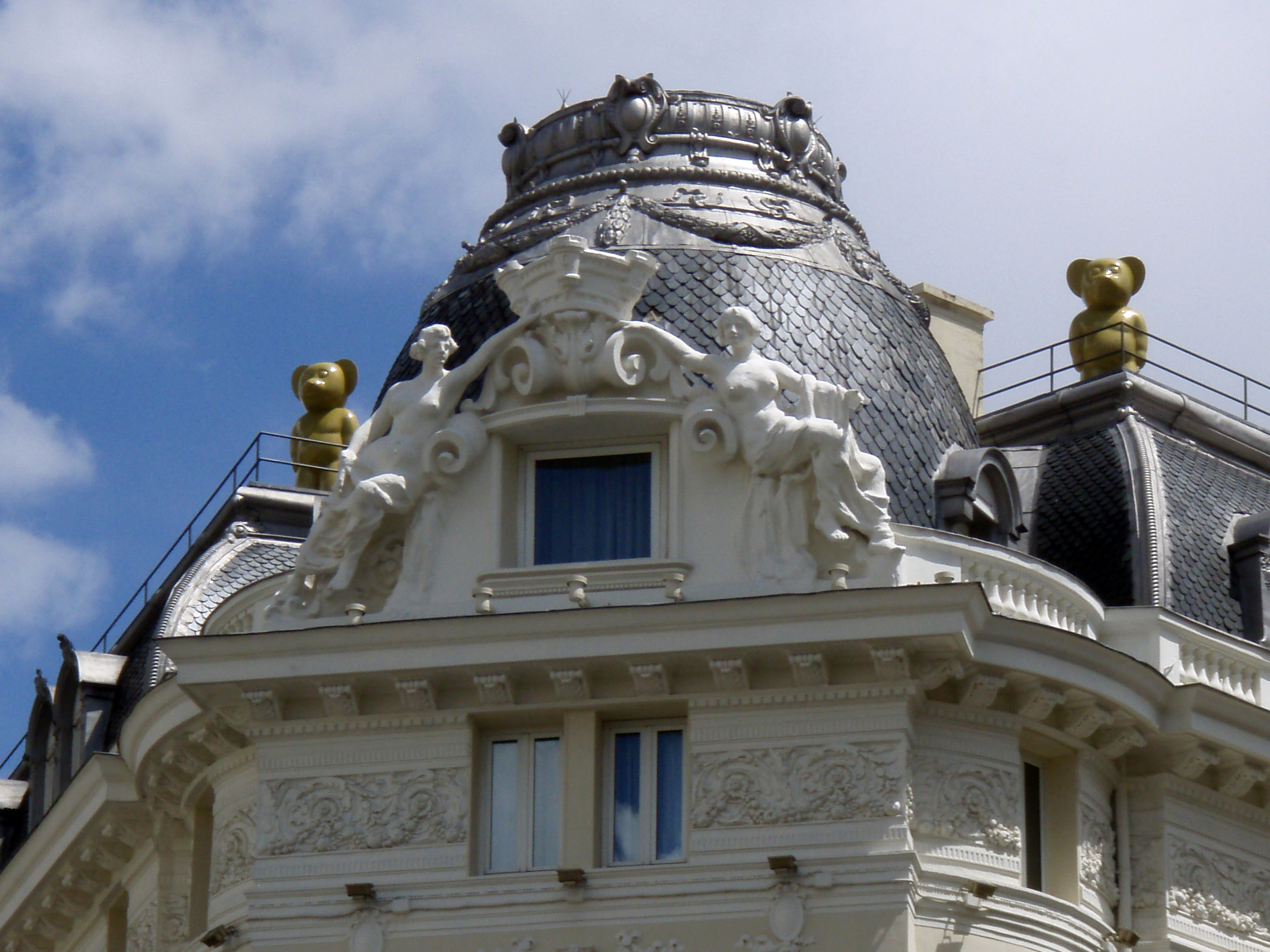
Ositos dorados en el Hotel Palace.

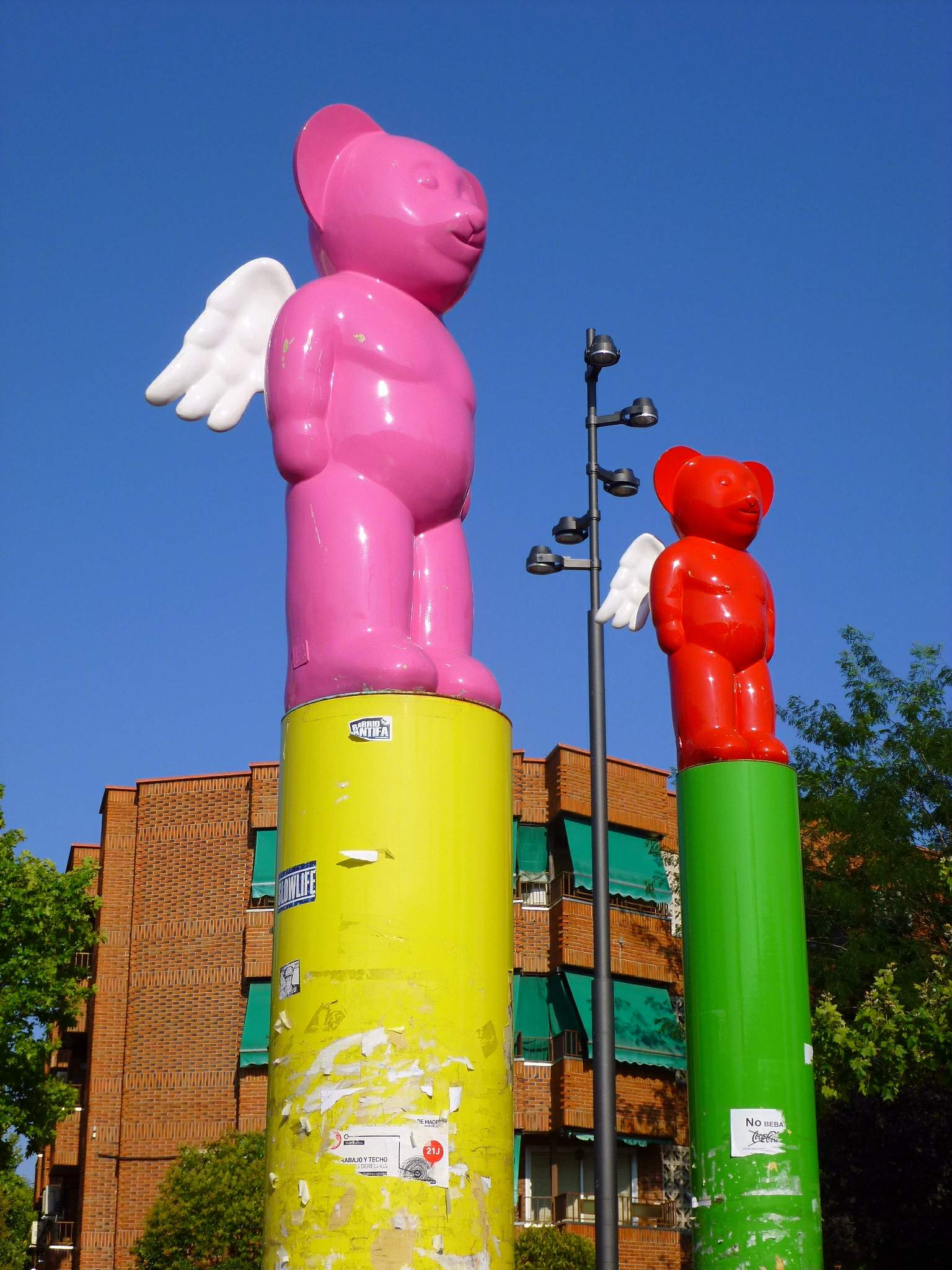
Ositos alados en Getafe.

- Oso gigante de gominola, rotonda de Valdecabañas en Boadilla del Monte, Madrid. 7 metros de altura. Costó 360 000 euros[11] y es considerado «uno de los monumentos más feos de Madrid»[12] (2006)
- Gominolas, exposición temporal urbana de 40 esculturas en la Gran Vía de Logroño (La Rioja) (2007)[13]
- Patos en las fuentes. Instalación. La Noche en Blanco. Colón, Cibeles, Neptuno y Atocha. Madrid. (2008)
- Hotel Westin Palace de Madrid. Exposición de osos dorados + oso viajero con maleta mascota centenario (fachada e interiores). Museo Hotel Palace. (2008)[14]
- Meninas. Infantas de Hojalata. Instalación. Palacio de la Diputación Provincial de Cuenca. Fundación Antonio Pérez. Cuenca. España.(2008)[15]
- «Nensi», el monstruo del lago Ness en Leganés, rotonda de entrada a Leganés, Madrid (2009)[16]
- Movimiento clásico, reproducción del David de Miguel Ángel recubierta de tejido estampado de la firma italiana Missoni, fibra de vidrio, acero, poliéster y resinas (2010)[17][18]
- Rana de la fortuna, escultura urbana de bronce de 3,5 metros de altura, a las puertas del Casino Gran Madrid, Paseo de Recoletos 37, Madrid (2014)[19]

### Otros
- Etiquetas de vinos para Bodegas Estancia Piedra (Toro, Zamora)[20][21]

## Premios
- Premio Getafe ciudad de las artes. 2005. Madrid.
- Premio Aura. 2006. Toledo.

## Críticas
Logroño remodeló su Gran Vía tras unas costosas obras. Para la inauguración se realizó una exposición de dEmo, que fue calificada de «tomadura de pelo». El galerista local Enrique Martínez dijo al diario La Rioja, el mismo en el que un articulista calificó las esculturas de «cursis, vistosas, chabacanas, inadecuadas y estúpidas gominolas». La exposición recibió opiniones encontradas y algunos elementos expuestos fueron vandalizados antes de su retirada, algo por otra parte frecuente en obras de arte a la intemperie.